# Cepagatti
Cepagatti è un comune italiano di 10 927 abitanti della provincia di Pescara in Abruzzo.

## Geografia fisica
Il territorio è prevalentemente collinare, e si trova sulla riva settentrionale della Val Pescara. La sede comunale è a 145 metri s.l.m. ma le altezze variano dai 100 ai 175 metri s.l.m. Cepagatti è attraversata dal fiume Pescara e dal torrente Nora. Confina a nord ovest con Pianella, a sud con Rosciano, a est con Chieti e San Giovanni Teatino e a nord-est con Spoltore.

## Storia
La prima menzione di Cepagatti si ha nel Catalogus baronum del 1147 come Zepagattum, poi Cippagattum nel 1273. Secondo un'ipotesi il toponimo deriverebbe dall'abruzzese cipaiàttë, termine indicante l'aglio romano, composto dalle due parole derivate dal latino cepa ("cipolla") e cattus ("gatto"), tipico nel dialetto della zona per indicare piante il cui bulbo zuccherino sostituisce la cipolla. Resti archeologici rinvenuti nel corso degli anni testimoniano la frequentazione della zona da parte di Vestini e Romani, e in particolare le origini del paese, che si andrà addensando in età medievale, risalgono al sito di un'antica villa romana, fortificata durante le invasioni barbariche e trasformata in un vero e proprio castello, divenuto noto come castello Marcantonio, durante le invasioni longobarde. Sempre ai longobardi è attribuita l'edificazione della Torre Alex, edificio di avvistamento posto su un incrocio viario connesso ai traffici portuali di Aternum. 

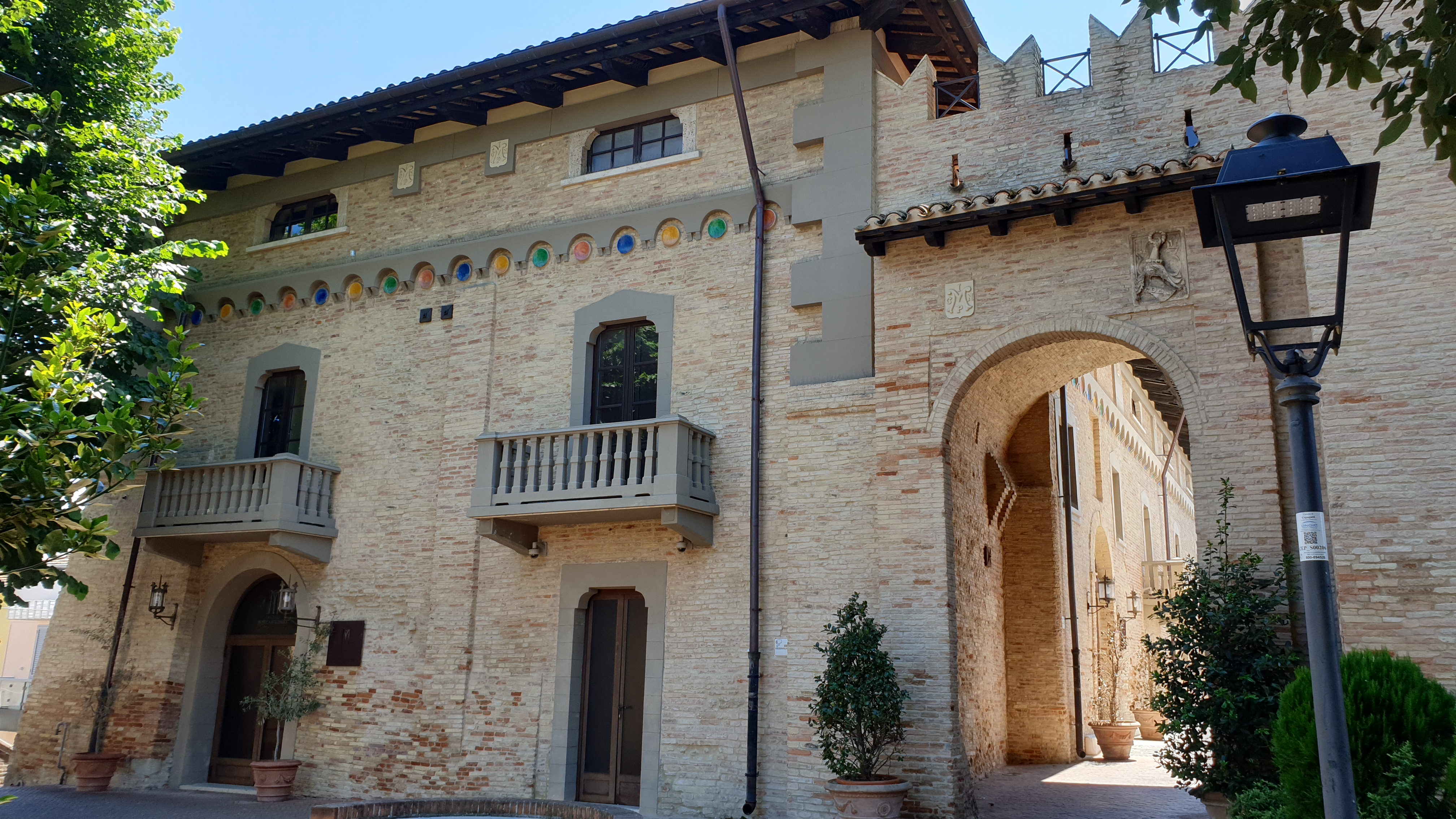
Castello Marcantonio

Nel corso dei secoli il paese conobbe numerosi signori e dominazioni, e nel 1458 la famiglia chietina Valignani ne ottenne il possesso, avviando l'opera di sfruttamento economico del territorio con disboscamenti e concessione di terreni ai contadini.

### Simboli

Gonfalone civico

Lo stemma e il gonfalone sono stati concessi con DPR del 24 aprile 1997.
Il gonfalone è un drappo partito di rosso e di bianco.

## Monumenti e luoghi d'interesse

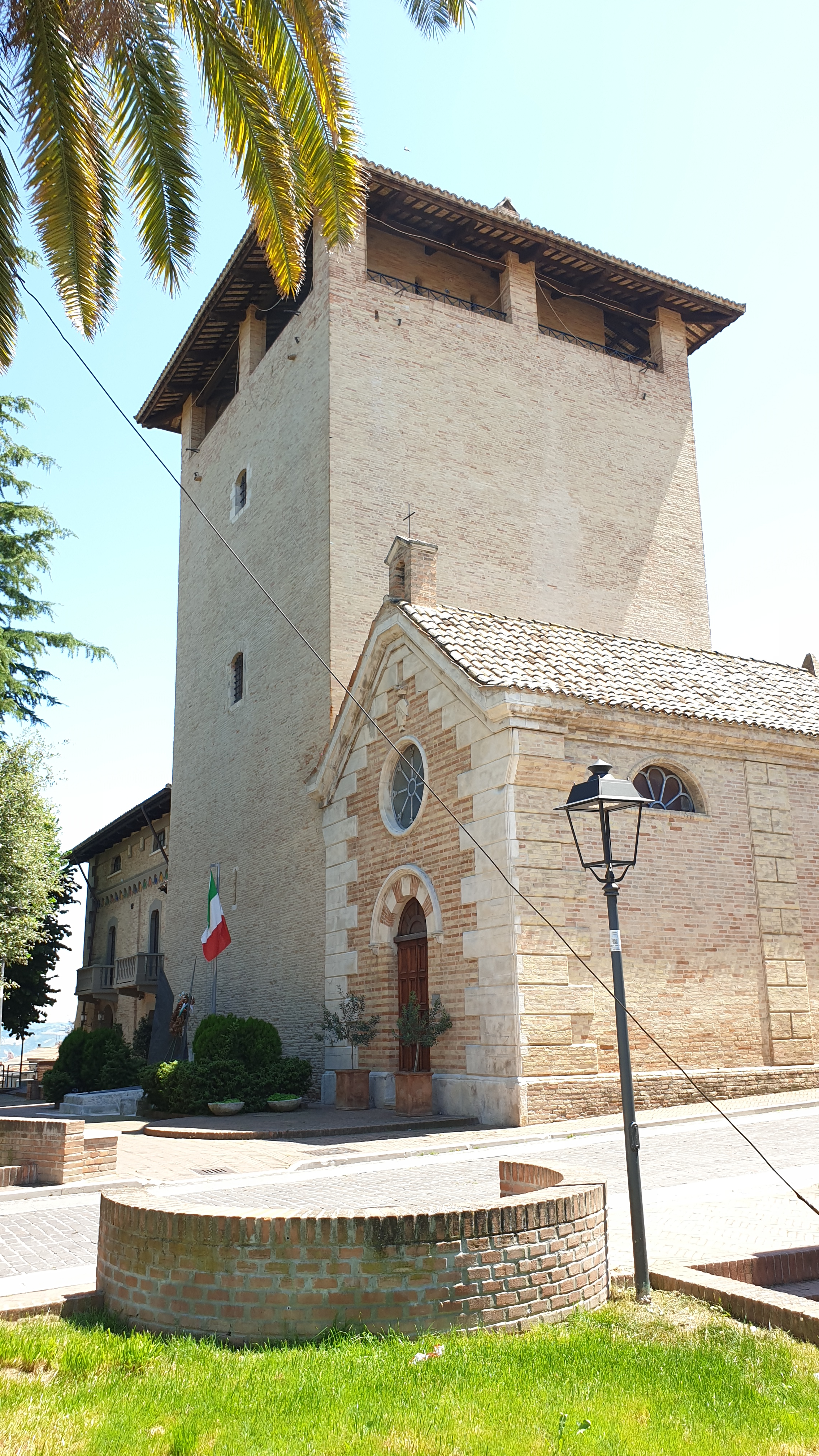
La Torre Alex e la chiesetta di san Rocco

### Architetture religiose

#### Chiesa di santa Lucia Vergine e Martire
La chiesa fu costruita tra il XVII e il XVIII secolo, e presenta una facciata di stile neoclassico con un grande frontone in pietra della Maiella.

#### Chiesetta di san Rocco
Risalente al 1657 e facente parte del complesso del castello Marcantonio, la piccola chiesa fu voluta da Olimpia Valignani, madre del marchese di Cepagatti Alessandro, come ringraziamento al santo per la fine della peste del 1656. La facciata in laterizio ha alla sua sommità un'edicola con campana, e presenta un rosone e lo stemma della famiglia Valignani. All'interno l'edificio mostra caratteri neo gotici.

### Architetture militari

#### Torre Alex
La torre, che porta il nome di Alessandro Valignani, feudatario del paese dal 1632, è il principale punto di riferimento del paese, e nel corso del tempo ne ha sempre rappresentato il luogo del potere; le sue mura sono spesse circa tre metri, una misura che corrispondendo grosso modo ai dieci piedi romani lascia supporre origini tardo antiche della struttura, probabilmente legate al presidio bizantino del VI-VII secolo presente a Cepagatti. Edificata sui resti di un'esistente villa romana, nel suo piano seminterrato sono presenti numerosi resti archeologici delle diverse stratificazioni del sito antiche e tardo medievali.

#### Castello Marcantonio
A partire dalla struttura della Torre Alex si andò sviluppando nei secoli un più articolato sistema difensivo, collegato all'insediamento che si era nel frattempo formato all'interno nei contorni della villa romana, e il castello venne edificato usando materiali romani di reimpiego in età altomedievale. Trasformato nel XIX secolo in residenza nobiliare, conserva all'interno le volte a crociera e le forme della struttura difensiva, e nei suoi seminterrati sono presenti resti archeologici di una cisterna e altre strutture romane e successive stratificazioni altomedievali e medievali. La facciata è decorata da maioliche presumibilmente del XVIII secolo. Unitamente alla Torre Alex, il complesso del castello fu sottoposto a estesi lavori di restauro nel 2008.

## Società

### Evoluzione demografica

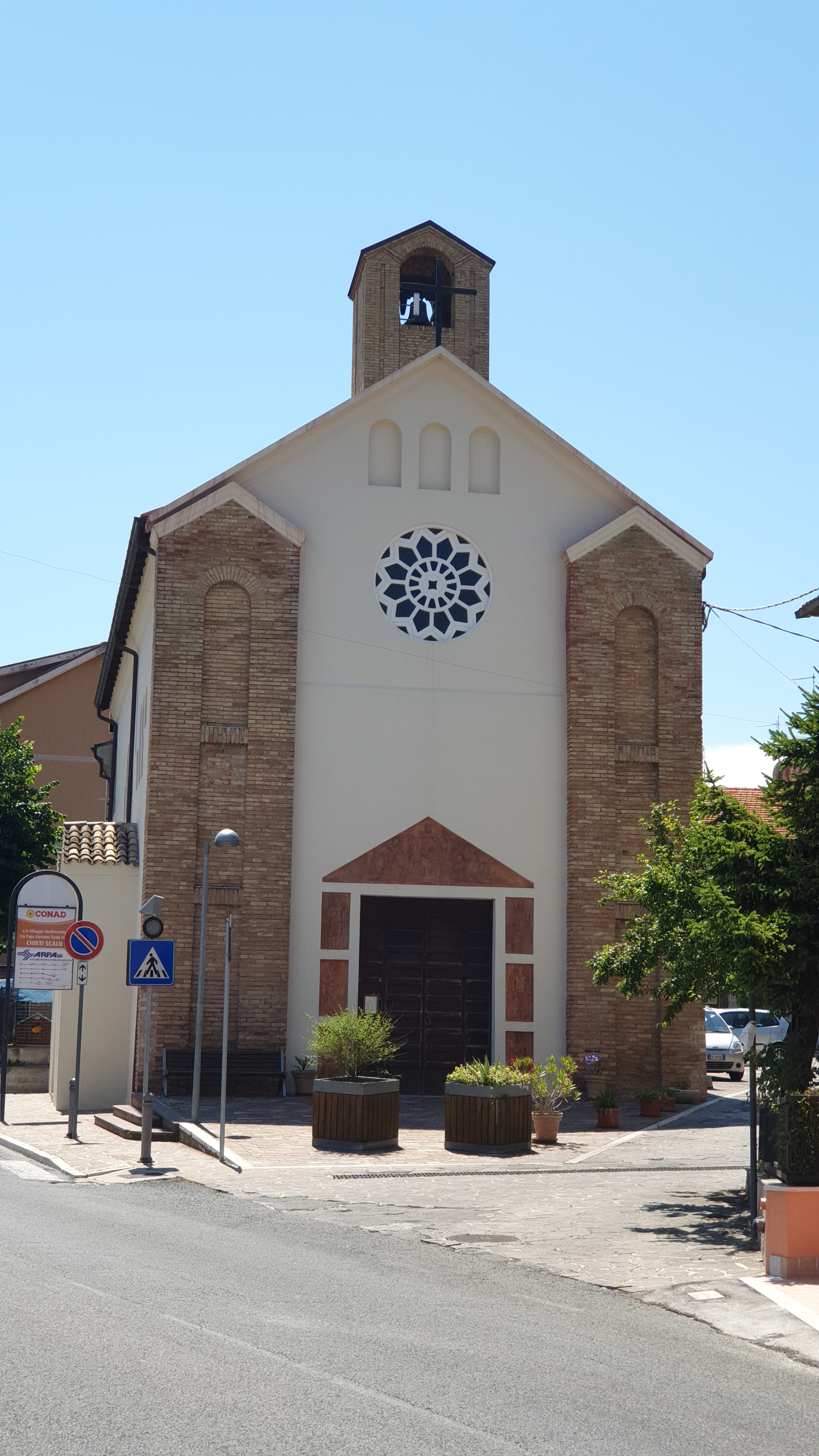
Chiesa di San Nicola Vescovo a Villanova

Abitanti censiti

## Cultura
Dal 1985 al 1996 l'artista locale Mira Cancelli, su autorizzazione e finanziamento del comune, ha arricchito con i suoi allievi i vicoli del centro storico di Cepagatti, realizzando una caratteristica serie di disegni colorati, aventi come tema le storie e i personaggi della città. 
Incastonati tra le mura delle case abitate dai cittadini di Cepagatti, i disegni offrono uno scenario unico, che racconta della Cepagatti longobarda, medievale, della nobile Antonia Profeta che sposò il Marchese Filippo Valignani di Chieti, e la vita nel paese antico e quasi contemporanea, con le attività tipiche delle cittadine abruzzesi.
Alcuni disegni, dopo 20 anni di permanenza, sono stati restaurati dall'artista stessa, con i suoi allievi, dal 2006 ad oggi, e necessitano tuttora di mantenimento in alcuni punti, specie in quelli che narrano i personaggi cepagattesi che hanno preso parte al movimento risorgimentale.
Il 16 agosto si tiene il palio di San Rocco.

## Economia
L'economia di Cepagatti si basa essenzialmente sull'agricoltura, da sempre fonte di guadagno. Molte sono le piantagioni di ulivo che permettono, assieme ai comuni limitrofi, di fornire un olio di oliva di ottima qualità. Distese di grano e vigneti caratterizzano il restante territorio. Dovuto probabilmente all'incremento demografico, Cepagatti si sta espandendo anche a livello industriale.

## Amministrazione
| Periodo          | Periodo          | Primo cittadino    | Partito                                                         | Carica                  | Note          |
| ---------------- | ---------------- | ------------------ | --------------------------------------------------------------- | ----------------------- | ------------- |
| 6 novembre 1993  | 14 luglio 1997   | Aldo Giammarino    | Lista Civica (1993-1997) Lista Civica di Centro-sinistra (1997) | Sindaco                 | [ 11 ] [ 12 ] |
| 15 luglio 1997   | 29 novembre 1998 | Malgari Trematerra |                                                                 | Commissario Prefettizio | [ 13 ]        |
| 30 novembre 1998 | 27 gennaio 2008  | Michele Cantò      | Lista Civica di Centro-destra                                   | Sindaco                 | [ 14 ] [ 15 ] |
| 28 gennaio 2008  | 14 aprile 2008   | Carlo Torlontano   |                                                                 | Commissario Prefettizio | [ 16 ]        |
| 15 aprile 2008   | 26 maggio 2013   | Francesco Cola     | Lista Civica Insieme per Cepagatti                              | Sindaco                 | [ 17 ]        |
| 27 maggio 2013   | 10 giugno 2018   | Sirena Rapattoni   | Lista Civica Il comune di tutti                                 | Sindaco                 | [ 18 ]        |
| 10 giugno 2018   | in carica        | Gino Cantò         | Lista Civica Cepagatti C'È                                      | Sindaco                 |               |

### Gemellaggi
- Salonicco, dal 17 gennaio 2008